# Helchenburg

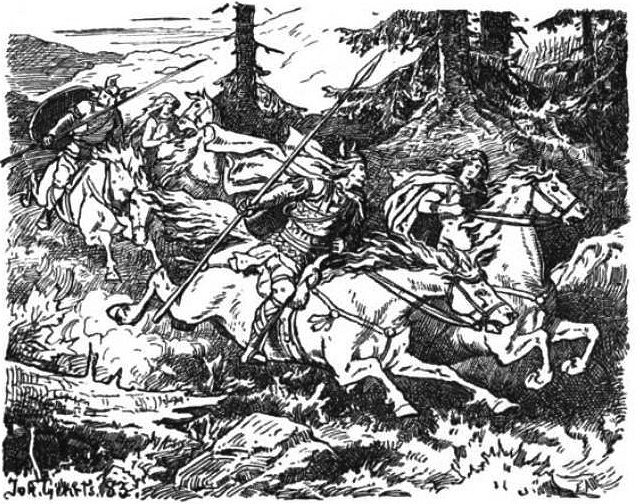
Rüdiger entführt Helche und Bertha. 1883 by Johannes Gehrts

Die Helchenburg (Helchingburg) ist eine bereits im 12. Jahrhundert abgegangene Burg, die im Strudengau vermutlich nahe bei Struden in der Gemeinde St. Nikola an der Donau in Oberösterreich stand.

## Lage
Die Burg stand an einer strategisch wichtigen Stelle und war Teil eines alten Maut- und Sicherungssystems entlang der Donau im Strudengau.
Diese mehrheitlich am Nordufer in Oberösterreich gelegenen Burgen und Türme waren (von West nach Ost): Kosenburg, Greinburg (jüngerer Verwaltungsschwerpunkt), Wörth, Werfenstein (ursprünglicher Verwaltungsschwerpunkt), Helchenburg, Hausstein, Langenstein, Pain, Mautturm und Burg Sarmingstein. In Niederösterreich befand sich Burg Freyenstein am Südufer der Donau.
Die Existenz einer Burg der Frau Helche ist allerdings umstritten. Bisweilen wurde sogar vermutet, dass diese Burg von der mythischen Frau Helche aus der Nibelungensage (angeblich König Etzels erste Ehefrau) abzuleiten sei. Dieser Deutung wird von anderer Seite bestimmt widersprochen, da auf die Existenz der Helchenburg auch in historischen Urkunden hingewiesen wird.

## Mögliche Standorte
Über den Standort der Helchenburg gibt es mehrere Vermutungen:
- Krautberg[4] (Lage) im Bereich des Turms am Langenstein
- Bauernhof Turnegger[5] (Thurnegg, Turneck, Dürnegg, Lage) oberhalb des Dimbaches in der Katastralgemeinde Struden
- Ein dritter und eher wahrscheinlicher Standort der Helchenburg befindet sich etwa 0,3 km nördlich der Burg Werfenstein auf einem markanten Felskopf, der Abstemmungen aufweist (Lage). Es konnte allerdings bislang nicht einwandfrei geklärt werden, ob die Abstemmungen bei Steinbrucharbeiten entstanden sind oder ob sie doch als Mauerbettungen zu deuten sind. Für die Annahme, dass sich auf dem Felskopf eine Burganlage befand spricht jedoch, dass die Lokalität früher als Altes Strudener Schloss bezeichnet wurde. In der Bevölkerung ist der Felskopf auch bekannt als Schwallenburg oder Schwalbenburg[6] (nicht zu verwechseln mit der Felsformation Schwalleck in Grein).

Nach neuerlichen Überprüfungen durch Christian Steingruber ist die Burg aber weder da noch dort lokalisierbar.

## Geschichte
Die Helchenburg wird in historischen Urkunden erwähnt: Eine urkundliche Nennung einer Helchenburg erfolgte anlässlich einer Grenzziehung durch Papst Lucius III. Dieser bestätigte am 11. April 1182 oder 1183 noch

„... videlicet a rivulo, qui Chrewspach [Krebsbach] dicitur, per ascensum usque ad ruptum castrum domine Helchin, item a summitate moncium, sicut nix labitur et ymbres fluunt, usque in alveum Danubii“

Die zweite Nennung findet sich in dem als Fälschung bekannten, zwischen 1265 und 1332 neu aufgelegten zweiten Stiftbrief von Stifts Waldhausen aus dem Jahr 1147, und zwar in einem das Stegrecht betreffenden Zusatz:

„... a loco, ubi rivulus Baeidenpach intrat in Danubium, in ascensu supra usque ad rivulum iuxta ruptum castrum domine Helchin ...“

Daraus folgt unter anderem, dass die Burg bereits im 12. Jahrhundert abgegangen war.